# Jean Baptiste du Sollier
Jean Baptiste du Sollier (Herseaux, Flandes, 1669 - Anvers, 1740) va ser un lul·lista való.
Jesuita el 1687. Fou ordenat sacerdot el 1700. Va ser durant molts d'anys el president de la congregació dels bol·landistes i dirigí la publicació de les Acta sanctorum (1723). El 1708 publicà a Anvers les Acta Beatus Raymundi Lulli, aprofitant els materials que havia arreplegats Jaume Custurer. L'obra inclou tres vides antigues de Ramon Llull, la del manuscrit de la Sapiència, la de Charles Bouvelles i la de Nicolau de Pacs. Les actes foren incloses al volum sisè de la col·lecció hagiogràfica dels bol·landistes. La seva obra, amb la de Custurer, amb qui mantingué una erudita correspondència publicada el 1915, es pot considerar un dels primers esforços de biografia crítica lul·liana. De la seva producció cal destacar, a més dels Acta beati Raymundi Lullii (1707) destinats als Acta Sanctorum, els Tractatus praeliminares de patriarchis alexandrinis (1707) i sobretot el Martyrologium Usuardi monachi.